# Chiesa di Ognissanti (Sutrio)
La chiesa di Ognissanti è la parrocchiale di Sutrio, in provincia ed arcidiocesi di Udine; fa parte della forania della Montagna.
L'edificio sorge a circa 400 metri dal centro del paese, presso il cimitero.

## Storia
Si sa che, sulla collina su cui oggi si erge la pieve, un tempo sorgeva un'antica chiesa, probabilmente edificata prima del XVII secolo. Tra il 1680 e il 1685 fu eretto l'attuale campanile, opera di tale Antonio Gonano. Originariamente la già citata chiesa era filiale della pieve di Zuglio, ma si affrancò da essa nel 1730.
L'attuale parrocchiale venne costruita nel 1806 su progetto di Francesco Schiavi di Tolmezzo.
Nel 1925 furono dipinti da Giovanni Moro vari affreschi all'interno della chiesa.